# بیسترا (ناحیه پلهریموف)
بیسترا (به چکی: Bystrá) یک منطقهٔ مسکونی در جمهوری چک است که در ناحیه پلهریموو واقع شده‌است. بیسترا ۳٫۹۲ کیلومتر مربع مساحت و ۱۲۱ نفر جمعیت دارد و ۵۴۸ متر بالاتر از سطح دریا واقع شده‌است.